# تبرق (يافع)

تعديل مصدري - تعديل

تبرق هي إحدى قرى عزلة لبعوس بمديرية يافع التابعة لمحافظة لحج، بلغ تعداد سكانها 207 نسمة حسب تعداد اليمن لعام 2004.